# Guitar

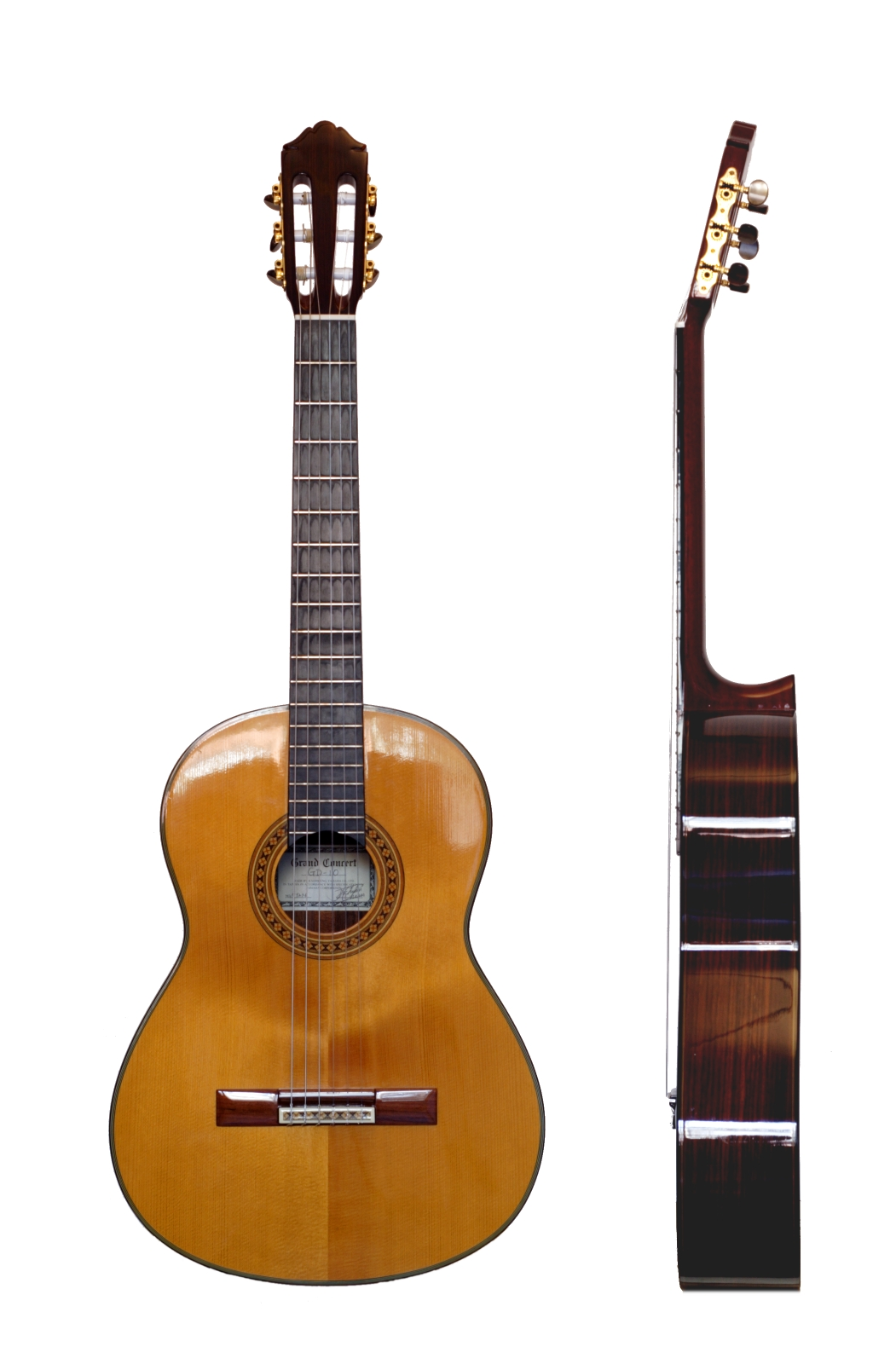
Ảnh chụp mặt trước và mặt bên đàn guitar cổ điển

Guitar (phiên âm: ghita, tiếng Pháp: guitare; tiếng Anh: guitar), còn được biết đến dưới tên gọi Tây ban cầm (西班琴), Cát tha (吉他) vốn xuất xứ là một nhạc cụ có cách đây hơn 500 năm (loại guitar cổ), sau này người Tây Ban Nha mới cải tiến nó thành đàn guitar ngày nay. Đàn guitar trước kia chỉ vỏn vẹn có 1 dây, ngày nay có 6 dây, tuy nhiên vẫn tồn tại những loại đàn guitar có 4, 7, 8, 10 và 12 dây. Nó là một loại nhạc cụ có phím và dây, có ứng dụng rộng rãi trong các loại nhạc, có thể đệm cho hát, hòa tấu hoặc độc tấu.
Guitar là một loại nhạc cụ có dây, theo truyền thống được làm từ gỗ và dùng dây bằng ruột động vật, ni lông hoặc dây thép và phân biệt với các nhạc cụ có dây khác bằng cách làm và cách chỉnh âm. Cây đàn guitar hiện đại được kế thừa từ các loại đàn gittern, vihuela, guitar bốn thời Phục hưng, và guitar 5 thời baroque, tất cả đều góp phần vào sự phát triển của nhạc cụ sáu dây hiện đại này.
Có ba loại chính của guitar acoustic hiện đại: guitar cổ điển (dây ni lông), guitar acoustic dây thép, và guitar archtop, mà đôi khi được gọi là "guitar jazz". Các giai điệu của một cây guitar acoustic được tạo ra bởi sự rung động của dây, khuếch đại bởi hộp đàn rỗng của đàn guitar, hoạt động như một buồng cộng hưởng. Cây guitar cổ điển thường được chơi như một nhạc cụ độc tấu bằng cách sử dụng kỹ thuật ngón tay toàn diện, trong đó mỗi dây được tách riêng bằng ngón tay của người chơi, trái ngược với đánh hợp âm. Thuật ngữ "tỉa ngón tay" cũng có thể ám chỉ đến một truyền thống nhạc dân gian, nhạc blues, bluegrass và nhạc đồng quê ở Hoa Kỳ. Guitar bass acoustic là một nhạc cụ có độ cao nốt trầm thấp, dưới một quãng tám so với một cây đàn guitar thông thường.

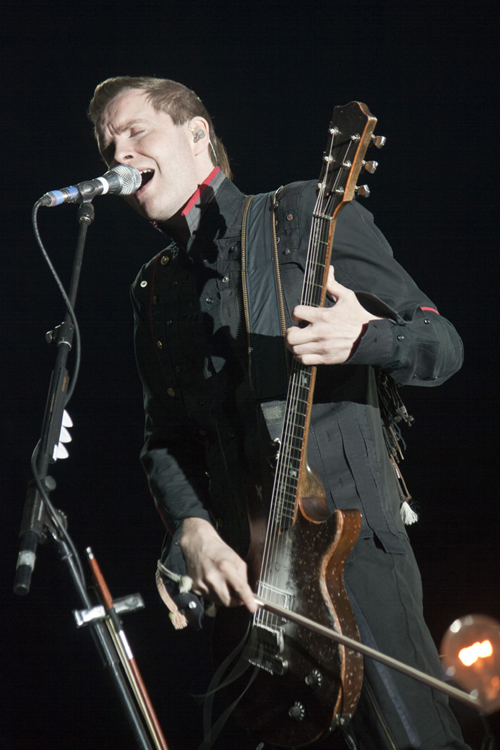
Một ca sĩ chơi guitar dạng kéo để đệm hát

## Guitar dùng vĩ kéo
Bowed guitar (guitar dùng cây vĩ) là một phương pháp chơi guitar, acoustic hoặc điện, trong đó guitarist sử dụng một cây vĩ (cung vĩ của violin hay cello), chứ không phải dùng móng gảy phổ biến hơn, để làm rung các dây của nhạc cụ, tương tự như chơi violin. Không giống như các nhạc cụ dùng vĩ kéo truyền thống như violin, guitar thường có bán kính cầu tương đối bằng phẳng và các dây có vị trí gần nhau, gây khó khăn cho việc ghi các nốt riêng lẻ trên dây giữa. Kỹ thuật này thường được liên kết với Trang Jimmy của Led Zeppelin và Yardbirds, cũng như Jónsi của Sigur Ros. Eddie Phillips thuộc nhóm Sáng tạo Anh, là một trong những nghệ sĩ guitar rock đầu tiên sử dụng cây cung trong bài hát "Making Time" năm 1966 của họ.

## Lịch sử
Đàn guitar có một lịch sử phát triển lâu dài, có lẽ khởi đầu từ chiếc dây cung của những người thợ săn cổ. Tiếng bật của dây cung khi mũi tên được phóng đi đã gợi ý cho người xưa sáng tạo ra đàn lia, đàn hạc và đàn lutz. Những chiếc đàn này được làm từ gỗ, mai rùa và gân động vật. Ở Hy Lạp, thế kỷ 7, người ta thấy xuất hiện phổ biến đàn lia và đàn cithara (một loại đàn lớn cồng kềnh, bắt chước cơ cấu của đàn lia với mặt gỗ to bản).
Từ "guitar" bắt nguồn từ chữ cithara. Cây đàn guitar đầu tiên có lẽ xuất hiện ở Ai Cập và Babylon từ 1000 năm trước Công nguyên. Trải qua nhiều biến đổi, nó được những đạo quân xâm lược mang đến châu Âu khoảng thế kỷ thứ 8 và phát triển rực rỡ vào thế kỷ 14, đặc biệt tại Tây Ban Nha. Người ta không biết từ guitarra xuất hiện ở Tây Ban Nha từ khi nào. Tuy nhiên, trong suốt thế kỷ 14, có hai loại nhạc cụ mang tên guittara là đàn guittara Latina và guittara Morisca đã chiếm ngôi vị độc tôn ở xứ sở bò tót.
Cùng với những nhạc cụ biểu diễn lưu động khác, cây đàn rebec (đàn violon 3 dây thời cổ) có bầu tròn đã theo chân các đạo quân xâm lược tới Tây Ban Nha, trở thành một nhạc cụ phổ biến, làm nên một làn gió mới cho cuộc sống của những người dân nơi đây. Rất nhiều nhạc sĩ đã sáng tác Văn bản liên kết dựa trên thanh âm của đàn Rebec. Thậm chí Giáo hội Tây Ban Nha đã phải ra lệnh cấm các nhà thờ được chơi loại nhạc cụ này vì tính chất phóng khoáng xô bồ của nó.
Nhạc cụ bộ dây cổ nhất được tìm thấy tại khu vực Alaja Huyuk (thuộc bán đảo Anatoli) có niên đại 1400 năm trước Công nguyên. Người ta còn tìm thấy một bức tượng đá cổ ở Hy Lạp minh hoạ một phụ nữ đang ôm đàn. Điểm đặc biệt là tư thế của nàng trùng khớp với tư thế chơi đàn của các nghệ sĩ guitar ngày nay.
Vào thế kỷ thứ 15 vihuela là nhạc cụ đầu tiên mang đầy đủ những đặc trưng của cây đàn guitar. Những bản nhạc viết cho nhạc cụ này còn lưu giữ được cho thấy sự hoàn thiện đáng kinh ngạc. Những cây đàn đầu tiên tại Ý mang lại những cải tiến đáng kể, làm nên đặc trưng của cây guitar ngày nay. Đàn có một lỗ thoát âm duy nhất, một cần đàn và các khoá. Dây đàn thường gồm 4 dây đôi (như đàn mandoline) và một dây đơn. Hộp đàn có hình số 8 và dài hơn so với cây đàn guitar hiện đại.
Tuy nhiên, phải đợi đến thế kỷ 19, dưới bàn tay tài hoa của nghệ nhân bậc thầy Antonio de Torres Jurado (1817-1892) cây đàn guitar mới tìm được sự hoàn hảo của mình: đơn giản và thanh thoát. Đầu tiên phải kể đến tỉ lệ cân xứng. Trong thùng đàn, de Torres đã thay cho 4 hoặc 5 thanh ngang truyền thống bằng một hệ thống 7 thanh gỗ hình dẻ quạt. Chúng được phân chia tỷ lệ một cách chuẩn xác đến mức sau này không ai có thể vượt qua và nhờ đó những cây đàn của de Torres luôn có âm thanh mượt mà, truyền cảm và sức ngân vang rất êm, rất sâu. De Torres cũng là người tìm ra độ dài chuẩn mực của dây đàn là 65 cm. Có thể nói cho đến nay, khó ai có thể vượt qua sự mẫu mực về thanh âm và hình dáng của cây đàn của de Torres.
Một trong những giai đoạn phát triển tột bậc của cây đàn sáu dây là thời vua Ludwig XIV. Người ta có thể thưởng thức tiếng đàn từ trong cung đình giàu sang tới những góc chợ nhỏ của những người bình dân. Ai ai cũng say mê guitar cho dù họ ở giai tầng nào của xã hội. Tuy nhiên, chính vì ý nghĩ kỳ quái của tầng lớp quý tộc rằng họ đang cùng thưởng thức âm nhạc với giới bình dân mà cây đàn guitar đã có một thời gian dài không hề xuất hiện ở nơi cung đình.
Dù thế, cây đàn guitar vẫn âm thầm phát triển. Với cảm hứng nghệ thuật từ cuộc sống bình dân, họa sĩ Michelangelo Merisi da Caravaggio đã sáng lập ra một trường phái nghệ thuật pha trộn giữa tĩnh vật và phồn thực mà tâm điểm của nó là tiếng đàn guitar phóng khoáng và những bước nhảy vui nhộn bên bàn tiệc của những cô nàng hầu gái và những anh chàng nông phu hồn hậu. Có thể nói đây cũng là tiền đề dần hình thành nên dòng nhạc flamenco vô cùng quyến rũ, đặc trưng Tây Ban Nha.
Những tên tuổi như Ferdinando Carulli (1770-1841), Fernando Sor (1778-1839), Mauro Giuliani (1781-1829), Matteo Carcassi (1792-1853) và đặc biệt là Francisco Tárrega (1852-1909) đẵ góp phần đưa tiếng đàn guitar trở lại đời sống âm nhạc hàn lâm. Những bản nhạc kinh điển không chỉ mô phạm mà còn tràn đầy tính biểu cảm và sự tinh tế. Với mong muốn cây guitar có một vị trí trong dàn nhạc giao hưởng, Tárrega đã không ngừng phát triển kỹ thuật chơi nhạc guitar, chuyển soạn các tác phẩm của Frédéric Chopin, Robert Schumann, Johann Sebastian Bach cho guitar. Sau này, tiếp nối con đường của Francisco Tárrega, Andrés Segovia (1893-1987) cùng với cây lục huyền cầm lần lượt chinh phục tất cả các phòng hòa nhạc.
Bên cạnh sự phát triển của dòng nhạc hàn lâm, cây guitar của Torres cũng rẽ nhánh sang dòng âm nhạc bình dân mà đáng kể nhất phải nói đến flamenco. Kết hợp giữa tiếng guitar chau chuốt, nhịp điệu nhanh, những bước nhảy, tiếng vỗ tay hay là dậm gót của các vũ công, flamenco thực sự mang đến cho người thưởng thức sự tươi đẹp của tâm hồn Tây Ban Nha. Biết bao thế hệ nghệ sĩ flamenco đã nói tiếp nhau giữ gìn và mở rộng dòng nhạc này. Tuy nhiên, họ kế nghiệp nhau chủ yếu bằng cách học truyền khẩu nên tên tuổi và âm nhạc của họ cũng chỉ được "truyền khẩu" trong dân gian. Ramón Montoya (1880-1942) là người duy nhất đã đưa được flamenco tới các phòng hòa nhạc. Làm được điều này là do ông đã kết hợp một cách hài hoà sự thuần khiết của flamenco và tính kỹ thuật của guitar cổ điển.
Sang đầu thế kỷ 20, cây guitar sáu dây đã có sự phát triển mạnh mẽ trong mọi tầng lớp xã hội. Cùng với những biến chuyển mới trong đời sống nghệ thuật, kinh tế, xã hội, chính trị, tiếng đàn guitar đã rẽ sang các nhánh mới như nhạc rock, nhạc jazz và trở thành nhạc cụ phổ thông nhất trong đời sống âm nhạc hiện đại.

## Cấu tạo

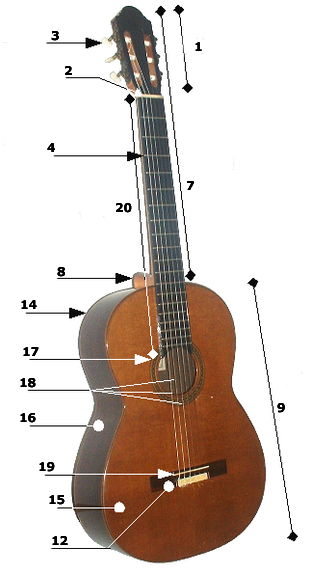
Chiếc đàn guitar thùng.

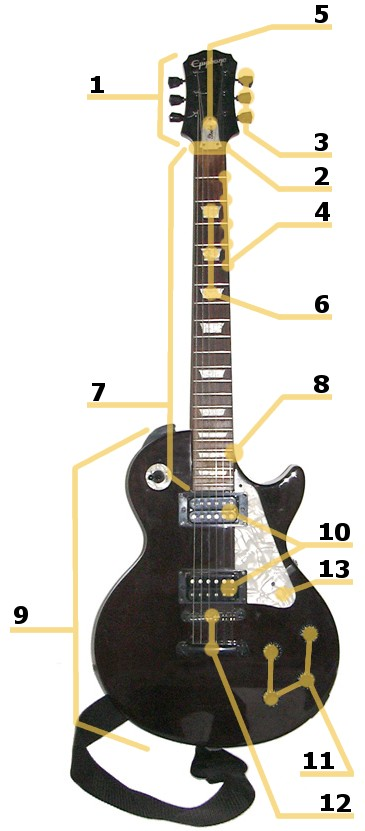
Chiếc đàn guitar điện.

Bộ phận quan trọng nhất của đàn là dây đàn và thùng đàn. Thùng có tác dụng cộng hưởng và khuếch đại âm thanh. Khi ta gảy dây đàn tức là làm cho dây đàn rung động, thùng đàn sẽ cộng hưởng với tần số rung động của dây đàn, làm cho lớp không khí xung quanh mặt thùng đàn dao động với cùng tần số và tai ta nghe được âm thanh. Tùy theo tần số dao động của dây đàn mà tai ta nghe được các âm thanh trầm bổng khác nhau.

### Phần cơ bản
| 1. Headstock (đầu đàn) 2. Nut (lược đàn) 3. Machine heads (bộ trục lên dây đàn hoặc những chốt chỉnh dây) 4. Frets (những phím đàn) 5. Truss rod (trục kim loại giữ độ thẳng cho cần đàn) 6. Inlays (dấu trên ngăn phím đàn) 7. Neck (cần đàn) 8. Heel (acoustic or Spanish), neckjoint (electric) - chỗ tiếp nối giữa cần và thân đàn 9. Body (thân đàn) 10. Pickups (bộ phận cảm ứng âm thanh) 11. Electronics (điện tử) 12. Bridge (ngựa đàn) 13. Pickguard (bảng che bảo vệ mặt đàn) 14. Back (mặt sau) 15. Soundboard (mặt cảm âm) 16. Body sides (sườn đàn với những dải gỗ bên trong) 17. Sound hole, with rosette inlay (lỗ thoát âm) 18. Strings (những dây đàn) 19. Saddle (lưng ngựa đàn) 20. Fretboard or fingerboard (bàn phím) |

## Phân loại
Theo dòng phát triển của thời gian, cùng với những biến đổi tất yếu của xã hội, tư tưởng, ý thức của con người mà cây đàn guitar cũng có những cải biến đáng kể.
Xét theo dòng nhạc, guitar được phân chia thành 2 dòng chính thống: guitar cổ điển và guitar nhạc nhẹ. Guitar cổ điển thường là đàn gỗ, có 6 dây, đôi khi được thiết kế thành 12 dây. Trong nhạc nhẹ, có nhiều thể loại phong phú hơn nên người ta cũng đồng thời chia guitar thành các dòng như guitar flamenco, jazz hay rock.
Xét về cấu tạo, đàn guitar được chia thành guitar điện, guitar Hawaii, guitar phím lõm, guitar đệm (bass), guitar hai cần, guitar 4 dây, 7 dây, 12 dây. Nhưng thông thường guitar được chia làm 2 nhóm lớn: guitar thùng (acoustic guitar) và guitar điện (electric guitar).

### Guitar thùng

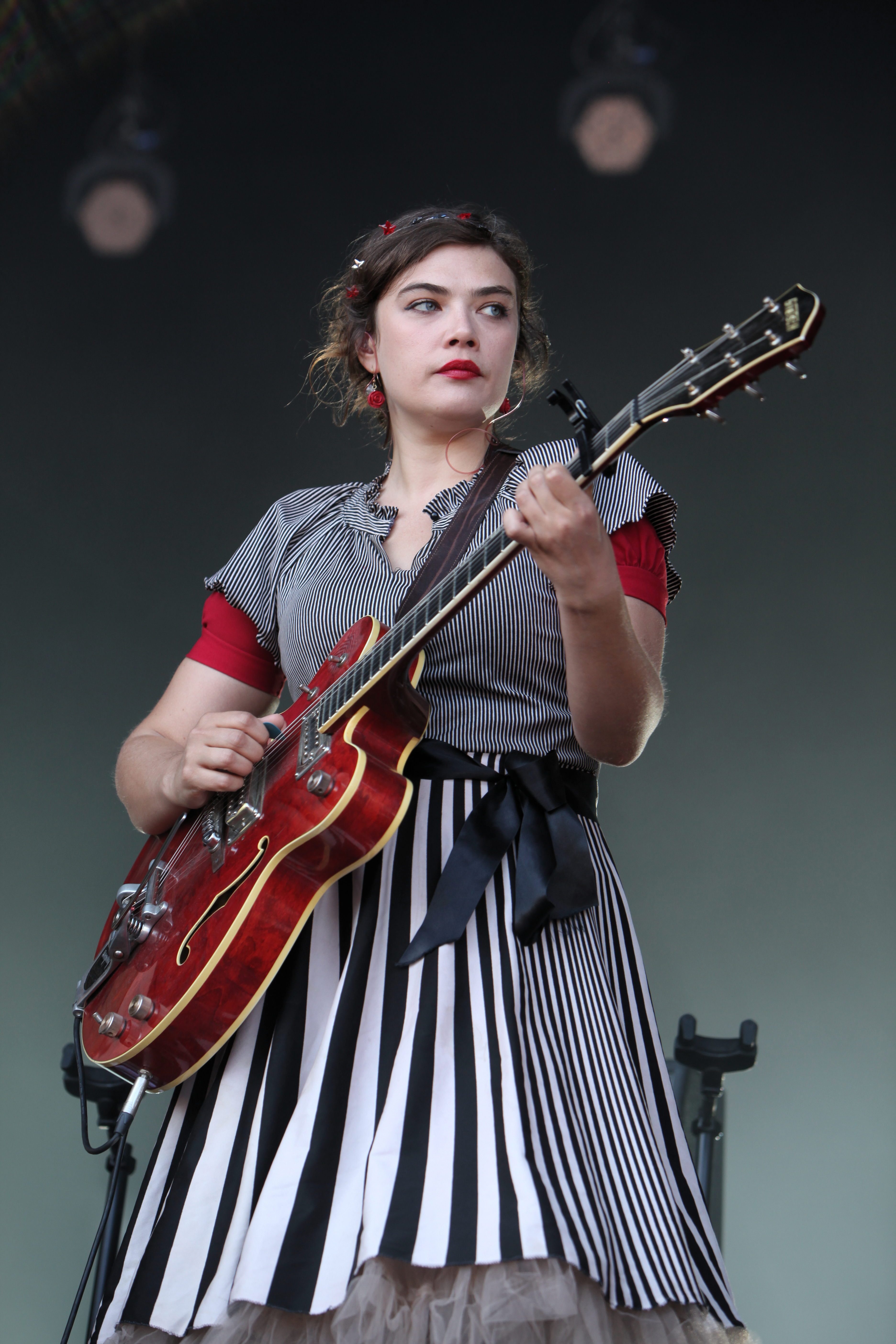
Một nghệ sĩ đang biểu diễn đàn ghi ta

Guitar thùng đã thâm nhập vào rất nhiều thể loại âm nhạc khác nhau. Bên cạnh vai trò là những nhà solo tuyệt vời, acoustic cũng đã hòa nhập rất hài hòa với các dụng cụ âm nhạc khác.
Guitar thùng về cơ bản là nhạc cụ không dùng điện, khối lượng nhẹ, thường được làm chủ yếu từ gỗ, dễ mang theo khi di chuyển. Dây đàn được làm chủ yếu từ dây sắt hoặc dây nilon. Trái với Guitar điện, cây đàn guitar thùng không sử dụng một thiết bị tăng âm nào gắn vào cây đàn, trái lại nó sử dụng một miếng gỗ tăng âm gắn vào phía trước thân đàn. Vì vậy, so với các nhạc cụ khác trong một dàn nhạc giao hưởng, âm thanh của cây guitar thùng thường nhỏ hơn và vi vậy khi guitar được chơi chung trong các dàn nhạc, nó thường được gắn thêm các bộ phận cảm ứng từ dùng để khuếch đại âm thanh (gọi là pick-up). Các guitar thùng hiện nay sử dụng rất nhiều loại pick-up khác nhau để các nhạc công có thể dễ dàng điều chỉnh âm lượng của guitar.
Đàn guitar thùng có khả năng trình diễn ở nhiều thể loại nhạc khác nhau từ nhạc cổ điển, nhạc đồng quê, nhạc jazz cho đến flamenco với tính biểu cảm tuyệt vời.
Guitar thùng thường có:
- phím đàn hẹp hơn guitar cổ điển
- thùng đàn hơi mỏng hơn cổ điển, phía trên thường có một miếng hình khuyết để trang trí và tránh làm xước thùng đàn khi đánh miếng gảy
- Một số cây, ở mặt bên trên của thùng đàn còn có chỗ để móc dây thiết kế sẵn để móc dây đeo vào đứng đánh

Ta có thể chia guitar thùng ra thành nhiều nhóm lớn: guitar cổ điển và guitar flamenco; guitar dây thép với phần đầu phẳng (còn gọi là guitar dân gian - folk guitar); guitar 12 dây; guitar đầu vòm. Guitar thùng còn bao hàm một số loại guitar không gắn các bộ phận tăng âm và dùng trong một số trường hợp như loại guitar thùng để đánh đệm trong các ban nhạc, chúng có cùng tông với loại guitar điện cùng dùng để đánh đệm.
Một số biến thể của guitar thùng:
- Phiên bản đầu tiên của guitar thùng là cây đàn guitar cổ điển (classical guitar)
- Đàn dây kim loại: được tạo vào khoảng thế kỉ 19. So với dây đàn của guitar cổ điển, điểm khác biệt lớn nhất là nó được căng dây kim loại và đôi khi thùng đàn to hơn. Cùng với guitar điện (electric guitar), nó đã trở thành một nhạc cụ cốt lõi trong nhạc pop.
- Guitar cộng hưởng (resonator guitar): có thân đàn thường được làm từ kim loại. Cách làm này giúp nâng cao âm thanh để chơi trong dàn nhạc giao hưởng và thính phòng. Nó ra đời ở vùng trung tâm phía Bắc Mĩ vào khoảng thập niên 1920 và thập niên 1930.
- Đàn 12 dây: có số dây đàn là 12, gấp đôi một cây đàn bình thường. Cứ mỗi cặp 2 dây sẽ thể hiện một cao độ. Với cây đàn này một nghệ sĩ có thể thể hiện như 2 người đang cùng chơi. Do tính chất 2 dây/1 cao độ, tính cộng hưởng là rất cao nên có ảnh hưởng rất rõ ràng và tích cực tới người nghe.
- Guitar Torres: được coi là bậc tiền bối trong dòng guitar thùng hiện đại. Nó có thân đàn to hơn một chút và rất giống cây đàn guitar cổ điển.
- Ngoài ra, ở Việt Nam thì quen chơi đàn thùng. Đàn thùng thì cũng tương tự như đàn cổ điển, có cái thân rỗng và có lỗ âm thanh. Dây thì thường là sắt bao đồng, dây cứng hơn loại nylon, và dây đàn được giữ trên mình đàn bằng sáu cái chốt nhựa hoặc kim loại, chứ không cột lại như đàn nylon.

#### Ba-rốc/Phục Hưng
Tiền thân của guitar hiện đại. So với guitar cổ điển, nó nhỏ và thanh tú hơn, và âm thanh phát ra cũng nhỏ hơn. Nó có dây đạt thành cặp như guitar 12 dây, nhưng chỉ có 3-4 cặp, khác với guitar 12 dây có 6 cặp ứng với đủ 12 dây. Guitar Ba-rốc được dùng để đánh đệm cũng như đánh đơn, và thường được thấy trong các buổi biểu diễn âm nhạc vào thời kỳ sớm của lịch sử âm nhạc (500-1760 CN) (Instrucción de Música sobre la Guitarra Española của Gaspar Sanz xuất bản vào năm 1674 bao gồm rất nhiều bài guitar đánh đơn trong thời kỳ đó). Trong khi guitar Ba-rốc có thân đàng phẳng thì guitar Phục Hưng được trang trí rất cầu kỳ với những lớp gỗ và ngà voi trang trí trên khắp thân và cổ đàn, và một paper-cutout inverted "bánh cưới" phía trong lỗ thân đàn.

#### Cổ điển
Nhạc cụ này được chế tạo từ một bản thiết kế vào khoảng 150 năm trước đây. Nó là loại đàn guitar thùng có 6 dây (thường làm bằng nilon), âm thanh phát ra nghe êm dịu. Nhạc cụ này có thể được dùng trong rất nhiều loại thể loại nhạc khác nhau: từ nhạc Tây Ban Nha, folk, jazz cho tới nhạc độc tấu và hòa tấu và thường được chơi khi nhạc công ngồi tại một vị trí cố định.
Guitar cổ điển thuộc bộ dây, âm vực rộng khoảng 3 quãng tám, được chế tạo từ nhiều loại gỗ khác nhau, có chiều dài xấp xỉ 1 m. Nhạc cụ này phát triển từ thời Trung cổ. Thời kỳ đầu, nó xuất hiện ở Tây Ban Nha và Ý, giai đoạn ấy nó có hình dáng nhỏ gọn hơn loại Guitar cổ điển ngày nay.
Hiện nay, các loại guitar cổ điển sử dụng trong dàn nhạc giao hưởng Niibori Guitar được phân loại như sau:
- Guitar sopranino hay guitar piccolo, với quãng tám và quãng năm cao hơn bình thường một chút.
- Guitar soprano, với quãng tám cao hơn bình thường.
- Guitar alto, với quãng năm cao hơn bình thường.
- Guitar chính (guitar cổ điển nguyên mẫu).
- Guitar đệm Niibori, với quãng bốn thấp hơn bình thường. Niibori thường chỉ đơn giản gọi đó là "guitar đệm", mặc dù guitar đệm của Niibori khác với các loại guitar đệm thông thường.
- Đại hồ cầm, với quãng tám thấp hơn bình thường.

#### Loại 12 dây
Là loại đàn guitar có 12 dây, nhiều gấp đôi số lượng dây của loại guitar thùng chuẩn mực. Nói cách khác, nó là loại guitar có 6 cặp dây dựa theo loại guitar thông thường: cặp dây số 1 là nốt Mi; cặp số 2 là nốt Si; cặp số 3 là nốt Sol; cặp số 4 là nốt Rê; cặp số 5 là nốt La và cặp số 6 là nốt Mi (thấp hơn nốt Mi của cặp dây số 1 đúng 2 quãng tám).
Guitar 12 dây thuộc bộ dây, âm vực khoảng 3 quãng tám, được chế tạo từ gỗ, kim loại và plastic. Đầu thế kỷ 19, người ta đã gắn thêm volume để nhạc cụ này tăng thêm cường độ âm thanh. Trong ban nhạc, nhiệm vụ của guitar 12 dây là đệm hợp âm giữ nhịp. Nó phát ra âm thanh khá "chói tai" như thể có 2 cây guitar cùng được sử dụng một lúc.

#### Torres
Nhạc cụ này là kẻ tiền nhiệm của loại guitar thùng hiện đại. Nó có những thiết bị tăng âm nằm trong khuôn đúc hình nan quạt ở cạnh dưới của mặt thân đàn. Những thiết bị này giúp âm thanh phát ra lớn hơn.
Guitar Torres thuộc bộ dây, âm vực rộng 3,5 quãng tám, tổng chiều dài 81 cm. Thân đàn bằng gỗ với 6 dây ruột mèo (gut). Trước năm 1852, nghệ nhân Tây Ban Nha Antonio de Torres Jurrado đã chế tạo ra nhạc cụ này, do đó nó được đặt tên là Torres guitar, một loại nhạc cụ đã trở thành chuẩn mực cho loại classical guitar hiện đại. Guitar Torres lớn hơn những loại guitar trước đấy, đặc biệt là ở phần thân đàn. Về sau, người ta đã tái cấu trúc phần bên trong thân đàn để âm thanh vang lớn hơn nữa.

#### Hawaii
Guitar Hawaii (tiếng Việt: Hạ Uy cầm, đàn Hạ Uy Di) có 6 dây nhưng không có phím. Người chơi dùng một thanh (khối) kim loại (bằng đồng, thép không rỉ...) ở tay trái chặn trên cần đàn để tạo nên các phím. Độ dài ngắn của đoạn dây đàn bị chặn sẽ tạo ra các nốt. Guitar Hawaii chơi rất nhiều bồi âm, có rất nhiều bồi âm vì độ dài dây đàn có thể thay đổi được, và các bồi âm ấy du dương hơn tiếng guitar thông thường.
Tay phải để gẩy có 1 bộ bốn móng (tương tự móng của người chơi đàn tranh) lắp vào 4 ngón: cái, trỏ, giữa, nhẫn.
Dây của guitar Hawaii là dây trơn, không có vỏ bọc cả sáu dây. 6 dây này cũng không được lên theo các nốt mi, la, rê, sol, si, mi như đàn guitar Tây Ban Nha.
Người chơi khi diễn tấu thì đặt đàn trên đùi, Gần giống tư thế của những người chơi đàn tranh hoặc đàn tam thập lục.
Tại nước Việt Nam, vào giai đoạn trước 1954 có nhiều nhạc sĩ chơi đàn Hạ Uy cầm như Đoàn Chuẩn, Hoàng Giác, Nguyễn Thiện Tơ, Nguyễn Văn Khánh, Xuân Lôi, Lan Đài, Nguyễn Văn Đông,...

#### Thép pêđan
Đây cũng là một loại với guitar Hawaii. Nhạc cụ này không có thân đàn, nhưng lại có 2 cần đàn (mỗi cần 10 dây) được đóng khung trên một bàn phím. Guitar thép pêđan là loại đàn có nhiều bàn đạp để chỉnh độ cao của các dây. Để tạo ra những nốt riêng lẻ và các hợp âm, người ta khảy dây và dùng một thanh thép hoặc một ống lướt nhẹ dọc theo chiều dài của dây.
Guitar thép pêđan có âm vực rộng 6 quãng tám, thân đàn và chân thẳng đứng bằng gỗ hoặc kim loại. Nhạc cụ này cao 23 cm, dài từ 71 đến 91 cm. Vào khoảng năm 1830, người ta mang loại đàn này từ Mexico đến Hawaii, thế rồi nhạc cụ này phát triển mạnh và trở thành vật đặc trưng của cư dân đảo Hawaii từ thập niên 1940. Joseph Kekuku (nghệ sĩ Hawaii) là người đầu tiên đã dùng một vật gì đó lướt dọc theo chiều dài của dây trong lúc khảy đàn để tạo ra âm thanh "nhão". Sau đó, người ta mới sử dụng một thanh thép hoặc một ống để thay thế dụng cụ này.
Một trong những kỹ thuật phổ biến khi chơi Guitar thép pêđan là sử dụng các bàn đạp và đòn bẩy đầu gối để thay đổi độ cao thấp, tạo ra những âm thanh luyến láy.

#### Điện đầu vòm
Là loại đàn guitar đầu vòm truyền thống đã được cải tiến vào cuối thập niên 1930. Guitar điện đầu vòm thuộc bộ dây, có âm vực rộng trên 3 quãng tám, thân đàn làm bằng gỗ với 6 dây đàn kim loại. Nhạc cụ này rất thông dụng đối với những nhạc sĩ chơi nhạc Jazz. Trong thập niên 1940, guitar điện đầu vòm được cải tiến khá nhiều, kết hợp thêm một cutaway, những bộ cảm ứng âm thanh và một công tắc chọn độ rung âm thanh (selector switch). Loại đàn này phát ra tiếng êm dịu và ấm. Nếu gắn thêm những thiết bị điện tử khác, người ta có thể chơi những nốt riêng lẻ hay tạo thành giai điệu hoặc độc tấu.
Guitar điện đầu vòm là nhạc cụ gợi ý cho sự phát triển loại guitar điện tử có thân đàn rắn đặc ngày nay.

#### Phím lõm
Lục huyền cầm hay guitar Việt Nam, guitar phím lõm, guitar vọng cổ hoặc guitar cải lương là cây đàn được cải biến từ đàn guitar (guitare espagnole moderne) do các nghệ sĩ cải lương Việt Nam sáng tạo ra. Từ cây đàn guitar 6 dây ban đầu, người ta khoét các phím lõm xuống chừng 1 cm, hình bán nguyệt nhằm tạo ra âm thanh khác biệt, tạo độ ngân rung đặc trưng của ca vọng cổ. Khi dùng chơi nhạc cổ, guitar phím lõm không dùng dây 6. Dây đàn được lên theo âm giai ngũ cung (pentatonic). Guitar phím lõm được chủ yếu chơi trong dàn nhạc của cải lương, đờn ca tài tử Nam Bộ.

### Guitar điện

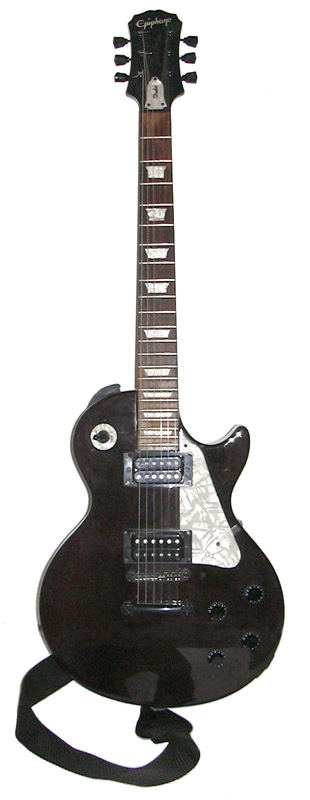
Guitar điện

Guitar điện, về cấu tạo cơ bản, vẫn giống guitar cổ điển. Gồm 3 phần chính: đầu (machine head), cần (neck) và thân (body). Điểm khác biệt chủ yếu của guitar điện nằm ở phần thân đàn. Guitar điện có thân đàn đặc và phẳng. Vì không có thân đàn rỗng, guitar điện được khuếch âm bằng những bộ phận cảm ứng từ (pick-up) nối với các cuộn cảm ứng quấn quanh các lõi (bobbin) đặt chìm trong thân đàn. Mỗi cây guitar điện có thể có từ 1 đến 3 pick-up. Trên thân đàn còn có 2 núm điều chỉnh âm lượng và âm sắc (tone) và lỗ để cắm dây dẫn (jack) đến ampli. So với đàn gỗ, dây đàn điện có khuynh hướng mỏng và dẻo hơn.
Ngoài ra, cần của guitar điện thường có 22-24 có thể lên đến 28 ngăn, khuynh hướng thường nhỏ dần từ đầu đàn đến thân đàn. Guitar điện thuộc bộ dây, âm vực thấp hơn hoặc bằng 4 quãng tám. Nó là sản phẩm tổng hợp từ gỗ, kim loại và plastic. Chiều dài của đàn từ 97 cm đến 102 cm. Ở Mỹ, người ta đã nhiều lần thử nghiệm nhạc cụ này từ thập niên 1920 đến thập niên 1930. Ban đầu, nó là một guitar thùng gắn bộ khuếch âm ở thân đàn. Đến đầu thập niên 1950, Paul Bigsby và sau đó là Leo Fender đã cải tiến thành đàn guitar rắn đặc với hình dạng như ngày nay ta thường thấy.
Guitar điện thường được diễn tấu chủ yếu theo phong cách nhạc nhẹ. Tùy vào từng thể loại, từng dòng nhạc mà guitar điện được chế tạo theo những nét riêng biệt một cách phù hợp nhất. Với người chơi jazz, blues, cây guitar có 3 pick-ups đơn (single-coiled pick-ups) tạo ra âm sắc lạnh và "leng keng" rất được ưa chuộng. Còn với những người chơi nhạc rock, cây guitar có 2 pick-ups kép (humbuckle tone) tạo nên âm sắc trầm ấm, dày dặn co tính kim loai đặc trưng luôn là lựa chọn số 1.

### Les Paul
Nhạc cụ này xuất hiện vào năm 1952. Người ta đã lấy tên của Les Paul, một nhạc công guitar cuối thập niên 1940 và đầu thập niên 1950, để đặt tên cho loại đàn này. Những mẫu thiết kế đầu tiên của nhạc cụ này do hãng Gibson sản xuất vào đầu thập niên 1950. Tuy nhiên, trong thời kỳ ấy, nhạc cụ này chưa được phổ biến rộng rãi nên ít người mua, vì thế hãng Gibson tạm ngưng sản xuất vào năm 1960. Đến giữa thập niên 1960, nhờ sự chuyển động mạnh của dòng nhạc pop rock nên nhạc cụ này được phục hồi và trở nên chuẩn mực cho tới ngày nay.
Guitar điện Les Paul thuộc bộ dây, âm vực rộng trên 5 quãng tám, làm từ gỗ và có 6 dây đàn bằng kim loại. Nhạc cụ này dài từ 97 đến 102 cm.

### Cộng hưởng
Guitar cộng hưởng (resonator, resophobic hay dobro) là loại đàn guitar thùng có những đĩa nhôm hình nón gắn bên trong thân đàn để khuếch đại âm thanh. Nhạc cụ này phát ra âm thanh đủ lớn để nghe trong những buổi hòa nhạc trực tiếp mà không cần máy khuếch âm (ampli). Guitar cộng hưởng và những loại đàn có gắn thiết bị khuếch âm khác như Dobros và Naitionals xuất hiện lần đầu tiên trong thập niên 1930. Người ta sử dụng các nhạc cụ này trong những ban nhạc khiêu vũ, nhạc Jazz và Blue. Loại đàn này thuộc bộ dây, âm vực rộng 3 quãng tám. Thân đàn làm bằng gỗ, plastic hoặc kim loại. Chiều dài của nhạc cụ này từ 1,02 đến 1,07 m.

### Guitar trầm (bass guitar)

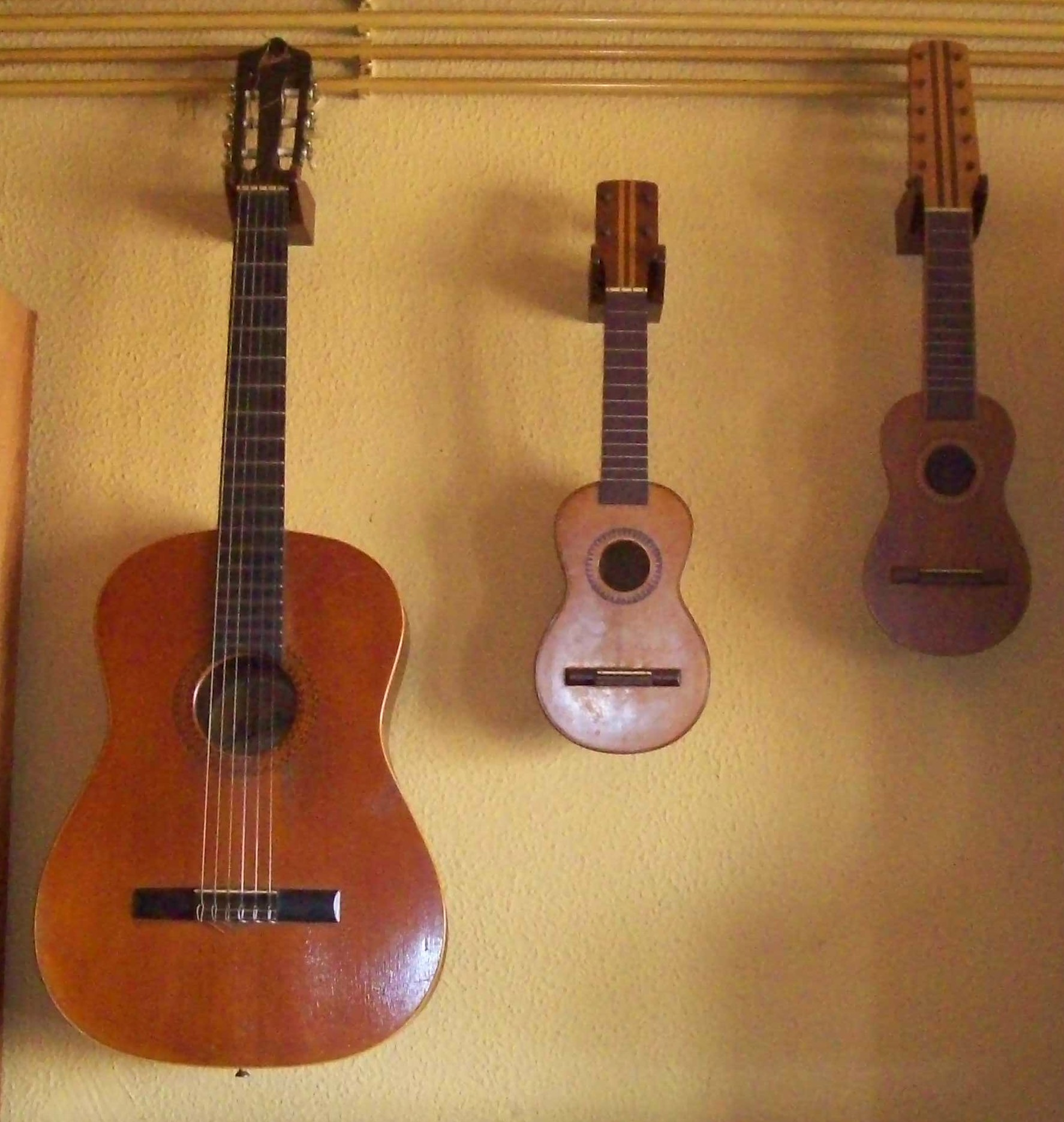
các cây đàn guitar, ukulele và charango

Guitar trầm có nguồn gốc từ cây đàn Đại hồ cầm, chịu trách nhiệm bè trầm, nối kết giữa trống và guitar lại với nhau tạo nên một hoà âm hoàn chỉnh. Dựa trên hình mẫu của cây Guitar điện, người ta bắt đầu tạo ra cây Guitar bass gồm 4 dây (E, A, D, G) bằng kim loại, cần đàn được chia thành các ngăn (từ 22-24 ngăn) với thùng đàn đặc và bộ phận khuếch âm. Đến năm 1967 thì cây Guitar đệm 5 dây và 6 dây cũng ra đời và, cho đến nay, đã có loại Guitar bass 7 dây. Tuy nhiên về cấu tạo thì hầu như không có gì thay đổi nữa. Bass điện cũng sử dụng những đồ nghề giống như Guitar điện.
Bass có âm vực thấp hơn guitar điện. Nhạc cụ này có hai vai trò quan trọng trong dàn nhạc: phát ra những nốt trầm để hỗ trợ giai điệu chính, và cùng với trống, nó giữ nhịp để giúp những nhạc cụ khác chơi đúng nhịp điệu chung của ban nhạc. Guitar bass thuộc bộ dây, âm vực rộng 3 quãng tám. Nhạc cụ này có chiều dài 1,1 m, được chế tạo bằng vật liệu tổng hợp như gỗ, kim loại và plastic.
Guitar bass do Leo Fender thiết kế lần đầu vào năm 1951. Người ta có thể tạo ra những âm thanh khác nhau cho từng nốt trên nhạc cụ này bằng cách sử dụng hệ thống khuếch âm (ampli), fuzz box, hệ thống gây tiếng vọng (echo) và nhiều loại thiết bị nhỏ khác. Ngày nay, cây Guitar bass 4 dây xuất hiện phổ biến ở các dòng nhạc jazz, blues, rock và bán cổ điển.

### Bass không phím
Guitar đệm không phím (fretless bass guitar) xuất hiện từ thập niên 1970, được sử dụng rộng rãi như loại đàn đại hồ cầm truyền thống. Nhạc cụ này cho phép bạn lướt nhẹ qua các nốt để thay đổi độ cao thấp của âm thanh. Guitar đệm không ngăn phím phát ra âm thanh phong phú, rất thông dụng với những nhạc công chơi thể loại jazz và rock fusion.
Đây là nhạc cụ thuộc bộ dây, âm vực khoảng 3 quãng tám, được chế tạo từ gỗ, kim loại và plastic. Chiều dài của nó từ 1,1 đến 1,2 m.
Về cơ bản, Guitar đệm Streinberger được thiết kế khác biệt so với bất kỳ loại guitar nào. Thân đàn thường được làm bằng plastic dày, rắn chắn hơn gỗ của loại đàn bass truyền thống. Nó phát ra âm thanh thô cứng, rõ ràng. Thân đàn rỗng và nhỏ, chứa những thiết bị điện tử mà ampli và bộ khuếch âm cho phép tạo ra nhiều loại âm thanh khác nhau.
Guitar đệm Streinberger thuộc bộ dây, âm vực khoảng 3 quãng tám. Để chế tạo nhạc cụ này, người ta sử dụng nhựa aboxit gia cố với carbon và sợi thủy ngân (một loại than chì). Đây là những chất liệu mới nhất mà Ned Steinberger dùng để chế tạo nhạc cụ này vào đầu thập niên 1980. Theo các chuyên gia, loại than chì để làm đàn này đặc gấp 2 lần và cứng hơn 10 lần so với gỗ và lại bền và nhẹ hơn thép.

## Các nghệ sĩ
- Ferdinando Carulli
- Fernando Sor
- Mauro Giuliani
- Matteo Carcassi
- Francisco Tárrega
- Ramón Montoya
- Andrés Segovia
- Miguel Llobet
- Eddie van Der Meer

## Các nghệ nhân
- Antonio de Torres
- Manuel Ramirez
- Herman Hause
- Jose Luis Romanillos
- Werner Schar

## Ở Việt Nam

### Hình thành
Đàn guitar xuất hiện ở Việt Nam từ bao giờ là một câu trả lời khó. Giả thuyết hiện nay được nhiều người đồng ý là đàn guitar đã theo chân các cố đạo Tây Ban Nha du nhập vào Việt Nam từ đầu thế kỷ 19. Nhưng phải đến năm 1920 mới bắt đầu xuất hiện những người Việt Nam chơi guitar.
Những người chơi guitar đầu tiên ở Việt Nam chính là các nghệ sĩ cải lương. Với óc sáng tạo của mình, họ đã tạo ra cây guitar cải lương. Đây là dòng guitar rất phổ biến trong nhạc tài tử Nam Bộ trước 1945 với những tên tuổi như Tư Chơi, Ba Kéo, Bây Cây, Chín Hòa, Phùng Há, Năm Phỉ, Văn Vĩ... Guitar phím lõm là guitar du nhập từ nước ngoài được khoét lõm phím đàn và lên dây theo âm giai ngũ cung (pentatonic) "Líu, Xề, Líu Hò, Lìu" để đàn các bài bản cải lương.
Vào thập niên 1930, tân nhạc Việt Nam phát triển cùng với số lượng người chơi guitar theo lối mới tăng lên. Bên cạnh những người diễn tấu người nước ngoài đã xuất hiện những tên tuổi Việt Nam như Phan Văn Trường, Canh Thân, Đỗ Chí Khang, Thiện Tơ, Dương Thiệu Tước. Tuy nhiên, họ đều tự học là chính chứ không được đào tạo một cách bài bản. Điều này đã làm ảnh hưởng không nhỏ tới sự phát triển của guitar, các hình thức biểu diễn và diễn tấu đều mang tính tự phát. Phổ biến nhất là dạng ban nhạc gồm 4 nhạc cụ: guitar Hawaii, guitar 6 dây, Đại hồ cầm và guitar 4 dây Hawaii (ukulele), chơi hòa tấu trong các phòng trà hoặc quán bar. Các hình thức khác như song tấu hay độc tấu mãi tới thập niên 1940 về sau này mới phát triển với các tên tuổi nổi danh như Tạ Tấn, Phạm Ngữ...
Năm 1932, xuất hiện cây đàn guitar đầu tiên do người Việt Nam làm là cây đàn do cụ Xuân Lan, người làng Đào Xá (Hà Nội) chế tác. Thời kỳ này cũng xuất hiện nhiều cửa hiệu làm đàn như Nhạc Sơn, Kim Thanh, Tạ Tấn.

### Phát triển
Giữa thập niên 1940, cây guitar đã giành được vị thế quan trọng trong giới mộ điệu của Việt Nam. Với tính chất dễ chơi, dễ học, gọn nhẹ, guitar đã trở thành bạn đường thân thiết của các nhạc sĩ kháng chiến, giới học sinh sinh viên và nhiều người yêu nhạc.
Nhiều tác giả đồng thời là người đệm guitar rất giỏi đã xuất hiện như Nguyễn Xuân Khoát, Đỗ Nhuận, Phạm Duy, Văn Ký, Hoàng Vân, Trọng Bằng, Văn Chung, Tô Vũ, Nguyễn Văn Tý...

#### Trước 1975
Tuy nhiên, vì yếu tố chiến tranh, đất nước bị chia cắt, mà nghệ thuật guitar cũng vì thế trở nên thăng trầm. Dần dần có sự phân hoá rõ rệt tại hai vùng Nam - Bắc của đất nước. Tại mỗi nơi, guitar có những đặc thù nhất định.
Tại miền Bắc, cùng với sự ra đời của bộ môn guitar trong khoá giảng dạy đầu tiên của trường Âm nhạc Việt Nam (1956) do Tạ Tấn làm chủ nhiệm đã đánh dấu bước đi quan trọng cho thấy guitar được chính thức chấp nhận một cách rộng rãi.
Nhạc phẩm và sách giáo khoa có giá trị được biên soạn cho guitar được xuất bản một cách rộng rãi. Các nhạc phẩm của thời kỳ này hầu hết là được chuyển soạn (arrangement) từ các ca khúc Việt Nam hay biến tấu (variation) trên các làn điệu dân ca. Hầu hết các trung tâm nghệ thuật quần chúng, chẳng hạn như nhà văn hoá đều có các lớp dạy đàn guitar. Nguồn tiếp xúc chủ yếu của các nghệ sĩ guitar miền Bắc là thông qua sự viện trợ các băng nhạc nước ngoài của Liên Xô và các nước Đông Âu. Buổi trình diễn guitar độc tấu đầu tiên ra mắt công chúng tại Hà Nội năm 1973 đã được hoan nghênh nhiệt liệt.
Sự mở rộng phát triển của guitar dần dần đã tạo nên lớp nghệ sĩ trẻ mới bên cạnh những đàn anh đi trước như Tạ Tấn, Văn Vượng, Hải Thoại, Đỗ Trường Giang, Vũ Bảo Lâm, Quang Khôi, Phạm Văn Phúc, Nguyễn Văn Ti, Nguyễn Quang Tôn,...
Song, do hoàn cảnh chiến tranh, thiếu bài bản và điều kiện tổ chức, thiếu cả sự liên hệ với nền nghệ thuật guitar thế giới, và thiếu cả nghệ sĩ guitar bậc thầy được đào tạo chính quy nên nghệ thuật guitar ở miền Bắc lúc đó phát triển chậm và không đều.
Ở miền Nam, sự phát triển của guitar có phần thuận lợi hơn. Đàn guitar được đưa vào chương trình giảng dạy của trường Quốc gia Âm nhạc Huế và trường Quốc gia Âm nhạc Sài Gòn từ 1956. Thêm vào đó, giới mộ điệu ở Sài Gòn được tiếp xúc nhiều hơn với guitar cổ điển thế giới thông qua những buổi trình diễn của các bậc thầy như Siegfried Behrend, Julian Bream, Alice Artzt,... Guitar từ chỗ phổ biến ở phòng trà, dần dần đã đi vào đời sống thường nhật. Có rất nhiều dòng guitar cùng song song tồn tại và hỗ trợ cho nhau rất tốt như guitar cổ điển, guitar flamenco, guitar jazz. Một vài tên tuổi trong thời kỳ này phải kể đến Đỗ Đình Phương, Trương Huệ Mẫn, Võ Tá Hân, Hoàng Bửu, Trần Văn Phú hay Hoàng Liêm, Văn Trổ...

#### Sau 1975
Đất nước thống nhất, nghệ sĩ guitar ở hai miền có dịp gặp nhau, trao đổi kinh nghiệm, bài bản và kỹ thuật. Từ đó tạo cơ sở cho nền nghệ thuật guitar non trẻ của Việt Nam có dịp phát triển lên một trình độ mới. Guitar vẫn luôn có chỗ trong lòng công chúng yêu nhạc. Rất nhiều cuộc thi có quy mô đã được tổ chức. Cùng với sự phát triển của khoa học công nghệ, mạng Internet, sự giao lưu của những người yêu guitar đã không bị giới hạn trong một vùng cụ thể mà có thể thường xuyên tìm hiểu trao đổi học hỏi với bên ngoài.
Chính từ những cuộc biểu diễn khá đều đặn trong thập niên 1980 tại thính phòng nhỏ của Nhà văn hóa quận Phú Nhuận mà công chúng yêu nhạc cổ điển Sài Gòn đã biết đến một loạt tên tuổi mới của làng guitar như Phạm Quang Huy, Châu Đăng Khoa, Nguyễn Thái Cường, Huỳnh Hữu Đoan, Dương Kim Dũng,... có cả những nghệ sĩ nữ tài năng như Ngô Thị Minh, Nguyễn Thị Phi Loan...
Thập niên 1980 cũng có thể nói là giai đoạn chín mùi về tài năng và đỉnh cao về nghệ thuật của Phùng Tuấn Vũ một trong những nghệ sĩ guitar hàng đầu Việt Nam và là người góp phần đào tạo hàng loạt tên tuổi mới của guitar Việt Nam sau nàỵ. Trong khi đó, ở Hà Nội cũng xuất hiện những tài năng mới đầy triển vọng như Đặng Ngọc Long, Phan Đình Tân, Phạm Văn Phương, Nguyễn Lan Anh... Trong số những cái tên vừa kể, Đặng Ngọc Long, được tu nghiệp ở Đông Đức, Phan Đình Tân - tốt nghiệp tại Nhạc viện Tchaikovsky (Kiev) - là những nghệ sĩ guitar (guitarists) đầu tiên của Việt Nam được theo học tại các quốc gia có nền nghệ thuật guitar phát triển. Năm 1992, sau khi tốt nghiệp xuất sắc (Bằng đỏ) tại Nhạc viện Tchaikovsky (Kiev), Phan Đình Tân được Bộ Giáo dục và Đào tạo, Bộ Văn hóa-Thông tin và Đại sứ quán Việt Nam tại Ukraina cho phép tiếp tục học nghiên cứu sinh (1993-1997) và nghiên cứu sinh cao cấp (1997-1999), bảo vệ thành công Tiến sĩ năm 1997 và Tiến sĩ khoa học (Doctor of Science) năm 1999 chuyên ngành Lý luận và Lịch sử Văn hóa. Phan Đình Tân là tác giả của nhiều công trình và khoảng trên 30 bài báo chuyên đề. Trong đó nhiều công trình được đưa vào giảng dạy và làm tài liệu tham khảo tại các quốc gia sử dụng tiếng Nga (Vấn đề Đông-Tây và văn hóa nghệ thuật Đông Nam Á; Từ điển Guitar; Vấn đề Đông-Tây: Tích phân và hội tụ nghệ thuật...). Sau khi về nước, từ năm 2001-2003, tham gia giảng dạy tại Đại học quốc gia TP Hồ Chí Minh (Đại học KHXHNV), Phan Đình Tân đã tiếp tục nghiên cứu các công trình thuộc lĩnh vực văn hóa học (Từ điển Văn hóa học; Tìm hiểu giá trị các lý thuyết văn hóa học; Địa văn hóa và bức tranh địa văn hóa thế giới; Văn hóa học nghệ thuật...).